# Jom Kipur
Jom Kipur, Jom Kippur (hebr. ‏יוֹם כִּפּוּר‎, jid. ‏יום־כּיפּור‎, Jomkiper, Jonkiper, Jinkiper), Jom Kipurim lub Jom ha-Kipurim (hebr. ‏יום הכיפורים‎) = „Dzień Pojednania [Pokuty, Przebłagania]”); w Polsce zwany także „Sądnym Dniem” – jedno z najważniejszych, najbardziej uroczystych religijnych świąt żydowskich, o charakterze pokutnym. Przypada dziesiątego dnia miesiąca tiszri.
Jom Kipur kończy okres „10 dni pokuty” (Jamim Noraim), rozpoczynający się w Rosz ha-Szana. Od zachodu słońca pierwszego dnia (czyli w wigilię) do zachodu dnia następnego obowiązuje całkowity zakaz pracy i ścisły post. Zakazane jest mycie się, namaszczanie ciała, odbywanie stosunków seksualnych, a nawet noszenie skórzanego obuwia. Jom Kipur jest jedynym świętem, do którego Żydzi żyjący w diasporze nie dodają drugiego dnia. Wynika to z trudności zachowania ścisłego postu przez dwa kolejne dni.

## Nazwa święta
Nazwa święta – יוֹם כִּפּוּר – pochodzi z późnego okresu rabinicznego. W języku polskim zapisywana jest jako Jom Kipur, Jom Kippur, Jom Kipurim lub Jom ha-Kipurim i oznacza
„Dzień Pojednania [Pokuty, Przebłagania]”. W Polsce święto jest błędnie nazywane także „Sądnym Dniem” (hebr. ‏יוֹם הַדִּין‎ Jom ha-Din, jid. ‏יום־הדין‎ Jom-Hadin) lub „Dniem Odpustu”. Rabini nazywają to święto Joma.
Rdzeń hebrajski כִּפּר (kpr) wiąże się z ideą ekspiacji, a w językach semickich przyjmowane są znaczenia: „zakrywania”, „zmazywania”, „ścierania”. W środowisku asyryjsko-babilońskim oraz hetyckim ryty oczyszczenia świątyni nazwano „kuparruu”. Pojawiające się w mezopotamskiej literaturze magicznej terminy „kupirtu” i „takpirtu” określały medium, reprezentujące siłę, która w kontekście rytualno-liturgicznym mogła wyeliminować zło.

## Geneza święta
Zgodnie z biblijną tradycją, Jom Kipur jest jednym ze świąt w ramach cyklu ustanowionego przez Mojżesza. Równocześnie jest jedynym postem, którego nakaz przestrzegania wywodzony jest wprost z Tory (Kpł 16,1–34). Ma się odbywać dziesiątego dnia siódmego miesiąca i wiązać z powstrzymywaniem się od jedzenia („dręczeniem duszy”). Pierwotna tradycja (Lb 28–29) nie podaje określenia dla opisywanego święta: „W siódmym miesiącu, pierwszego dnia miesiąca, będziecie mieli uroczyście ogłoszone święto” (Lb 29,1). Pełny opis „dnia pojednania” przynosiła dopiero Księga Kapłańska. Tekst Kpł 16 jest kapłańskim midraszem halachicznym do wcześniejszego tekstu Kpł 23, 26–32. Początki cyklicznego rytu pokutnego nie są jednak znane.
Zbiór przepisów dotyczących obchodów święta zawarty jest w „Joma” (hebr. ‏יומא‎: dzień), piątym traktacie drugiego porządku Miszny (Moed). Obejmuje przepisy z zakresu obchodów Jom Kipur w Świątyni Jerozolimskiej, a także w obrębie domu. Kapłan winien wejść do miejsca „Świętego Świętych” (Kodesz Kodaszim), gdzie miał się znajdować „kamień węgielny świata” (Ewen Sztija) oraz Arka Przymierza, i złożyć tam ofiarę z młodego byka, krwi kozła i kadzideł. Joma opisywała czynności, jakie należało wykonać, a także instrukcje dotyczące samego postu. Miszna dodaje, że tylko raz w roku – podczas ceremonii Kodesz Kodaszim Arcykapłan mógł wypowiadać Imię Boga (Tetragram). A za każdym razem gdy było wypowiadane, zebrani wierni odpowiadali: „Niech będzie błogosławione imię chwały Jego królestwa na wieki wieków”.

## Istota święta
Jom Kipur kończy okres „10 dni pokuty” (Jamim Noraim), który rozpoczyna się w Rosz ha-Szana. Według tradycji żydowskiej, w pierwszym dniu nowego roku (Rosz ha-Szana) w niebie otwierane są trzy księgi: pierwsza – „Księga Życia” [Żyjących] (Sefer ha-Chajim), w której zapisywane są osoby czyniące dobro; druga – „Księga Śmierci”, w której spisywani są niepoprawni grzesznicy; oraz trzecia – dla osób, których nie można jednoznacznie ocenić. Werdykt zapada właśnie w Jom Kipur, kiedy Księgi zostają zamknięte. Postępowanie wiernego w czasie Jamim Noraim może mieć wpływ na końcowy osąd podczas Jom Kipur. Istotą Jom Kipur jest indywidualne i wspólnotowe oczyszczenie wiernych poprzez praktykę przebaczania grzechów bliźnim oraz szczerego pokutowania za własne grzechy.
Jom Kipur jest najbardziej uroczystym z żydowskich świąt religijnych. Obchodzone jest jesienią, dziesiątego dnia tiszri. Tradycja judaistyczna uznaje je za najbardziej uroczysty i najważniejszy dzień roku w kalendarzu żydowskim. Nazywane bywa Najważniejszą Sobotą, Sobotą Sobót – „Szabatem Szabatów” (hebr. Szabat Szabaton), „Szabatem uroczystego odpoczynku”.

## Obrzędy
Wyrazem włączania się wyznawców w obchody święta jest powstrzymywanie się od jedzenia i skomplikowany ceremoniał, choć w poście i w modlitwach uczestniczy także wielu niereligijnych Żydów. Od zachodu słońca pierwszego dnia (czyli w wigilię) do zachodu dnia następnego obowiązuje całkowity zakaz pracy i ścisły post. Zakazane jest mycie się, namaszczanie ciała, odbywanie stosunków seksualnych, używanie perfum, a nawet noszenie skórzanego obuwia. W wigilię święta wierni rozdają ubogim jałmużnę i składają ofiary na cele dobroczynne, a w synagodze odmawia się modlitwę Kol Nidre. Życzenie tradycyjnie składane przed Jom Kipur to: com kal – „łatwego postu”, albo: gmar chtima towa – „dobrego zapisu”, „dobrego zapieczętowania”. Świętowanie Jom Kipur poprzedza zwyczajowy obrzęd kaparot (l.mn. od hebr. kapara = przebaczenie, odpokutowanie, pojednanie, ofiara błagalna, okup).

### Kaparot
Tradycja kaparot wiąże się z przekonaniem, że możliwe jest przeniesienie grzechu, winy czy choroby na inną osobę, istotę żywą lub przedmiot. Zgodnie z judaistyczną tradycją taką istotą zastępczą jest kogut lub kura. Ptak ten jest okręcany nad głową przy równoczesnym wypowiadaniu słów: „To w moim zastępstwie, to w zamian za mnie, to moja pokuta. Niech ten kogut (ta kura) idzie na śmierć, a ja wejdę w pokoju w dobre, długie życie”. Odmawiane są także fragmenty z Księgi Hioba i Psalmów. Po tej ceremonii ptak jest zabijany, a po przyrządzeniu zjadany przez właściciela. Może być także przekazywany ubogim.
Zwyczaj nie jest opisany w Talmudzie, być może pochodzi od Żydów babilońskich. Wspominają o nim pisma gaonów z IX wieku, a w wieku X był już rozpowszechniony. Przetrwał u Żydów aszkenazyjskich do czasów współczesnych. Częściej jednak, zamiast koguta, używane są monety, które są później rozdawane na cele dobroczynne.

### Ceremonie liturgiczne święta
Przed świętowaniem Jom Kipur zalecana jest kąpiel w mykwie. Na rozpoczęcie święta (w wigilię) w synagodze odmawia się modlitwę Kol Nidre, a przed wyjściem z domu rodzice wygłaszają nad dziećmi błogosławieństwo, by zapisane zostały do Księgi Życia. Liturgii w synagodze towarzyszą białe szaty (kitel), które są symbolem czystości i pokory. Centralnym rytem święta jest wyznanie grzechów (Widuj), kierowane bezpośrednio do Boga. Dokonywane jest w modlitwach Aszamnu i Al chet. Modlitwy na święto składają się wyjątkowo z pięciu części:
- Maariw – modlitwa wieczorna,
- Szachrit – modlitwa poranna,
- Musaf – modlitwa dodatkowa,
- Mincha – modlitwa popołudniowa,
- Neila – modlitwa zamykająca.

Na koniec rozlega się dźwięk szofaru.

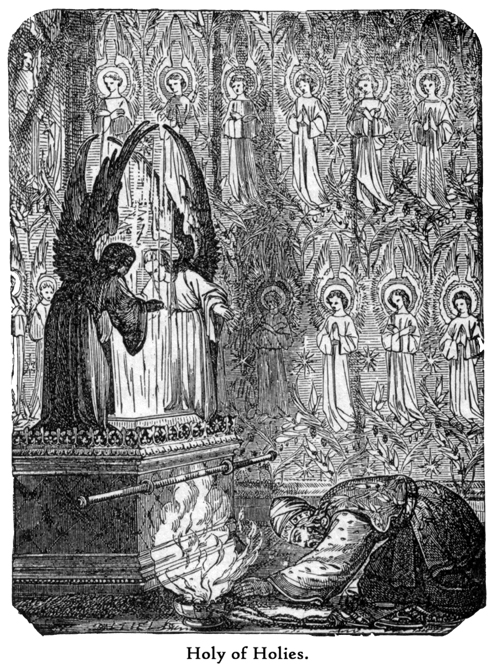
Wyobrażenie Kodesz Kodaszim na rycinie z „The History of the Church of God from the Creation to the Present Day”; B. J. Spalding, 1883

### Joma: ceremonie zgodnie z historycznymi interpretacjami rabinicznymi
Wczesnym rankiem arcykapłan składał w Świątyni Jerozolimskiej codzienną ofiarę. Przygotowywał świeczniki, palił kadzidła. Ofiara całopalna składała się z cielca i siedmiu jagniąt. Później arcykapłan zakładał specjalne, lniane szaty, w których odprawiał ceremonie pokutne: kładąc ręce na głowie cielca wyznawał własne grzechy i grzechy swych najbliższych. Wprowadzano dwa kozły – jeden był później przeznaczony na ofiarę za grzechy „dla Pana”, a drugi wyganiany na pustynię „dla Azazela”. Arcykapłan ponawiał wyznanie grzechów. Po złożeniu ofiary ze zwierzęcia i zebraniu jego krwi do naczynia, arcykapłan napełniał kadzielnicę węglami z ołtarza, wchodził do najświętszego miejsca w Świątyni – „Świętego Świętych” (Kodesz Kodaszim), umieszczał kadzidło na węglach i wznosił krótką modlitwę. Jom Kipur było jedynym dniem w roku, kiedy arcykapłan wchodził do Kodesz Kodaszim. Wracał i zabrawszy czarę z krwią zwierzęcia wchodził ponownie do świętego miejsca pokrapiając Arkę ośmiokrotnie. Później arcykapłan składał ofiarę z kozła przeznaczonego „dla Pana”, po czym wracał do miejsca świętego skrapiając Arkę jego krwią.

#### Historyczny rytuał oczyszczenia
Wspomniane obrzędy miały oczyścić najświętsze miejsce od zanieczyszczeń, które mogły powstać na skutek wejścia do sanktuarium osób nieczystych. Podczas obrzędów nikt, poza arcykapłanem, nie mógł przebywać w Świątyni. Krew cielca zmieszana z krwią kozła była umieszczana przez arcykapłana w czarach na czterech rogach ołtarza całopalnego, sam ołtarz był siedmiokrotnie skrapiany tą krwią, a jej reszta była wylewana u podstawy ołtarza. Później następował obrzęd związany z ofiarowaniem kozła „dla Azazela”. Arcykapłan kładł rękę na jego głowie, wyznając „wszystkie niegodziwości Izraelitów i wszystkie ich występki, także wszystkie ich grzechy”, które poprzez ten ryt miały pozostać na głowie kozła. Zwierzę było wypędzane na pustynię, a pozostałości z cielca, jagniąt i kozła złożonego uprzednio w ofierze były usuwane „do miejsca, w którym wyrzucane są popioły”, i tak spalane. Arcykapłan odziany w swoje zwykłe szaty składał w ofierze dwa barany i kolejnego kozła, po czym ponownie zakładał lniane szaty, by móc w nich wynieść kadzielnicę pozostawioną w miejscu „Świętym Świętych”. Na koniec zdejmował te święte szaty, składał je w sanktuarium, a w zwykłym stroju przeprowadzał rytuał wieczornego zapalania świeczników i kadzenia.

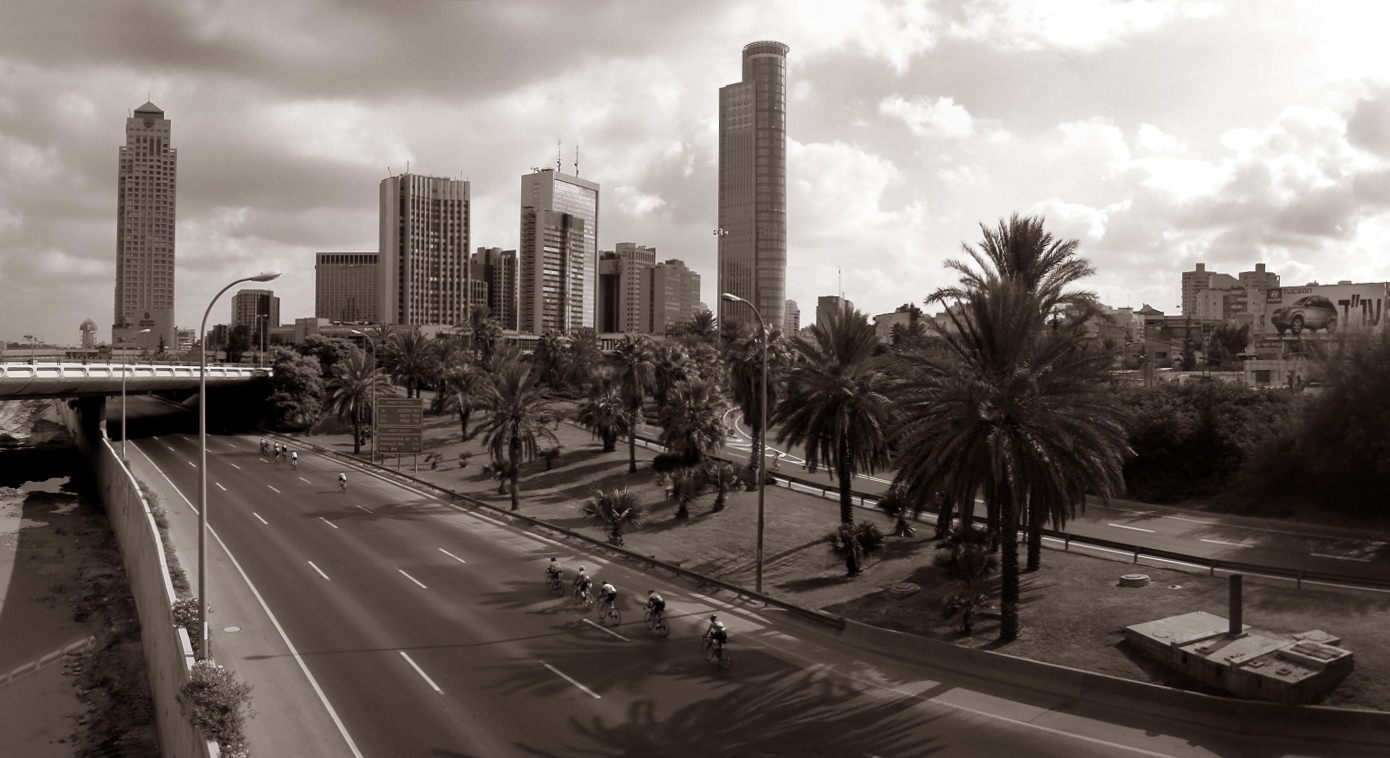
Opustoszała autostrada Ajjalon (20) w centrum Tel Awiwu podczas Jom Kipur (2004)

## Wpływ święta na życie publiczne
W Izraelu w dniu święta Jom Kipur zamiera ruch drogowy i lotniczy, a nawet komunikacja publiczna. Większość mieszkańców powstrzymuje się w ten dzień od podróży. Stacje telewizyjne i radiowe zawieszają transmisje.

## W kalendarzu
Zgodnie z kalendarzem gregoriańskim święto w najbliższych latach jest obchodzone w dniach:
- 2018: 18–19 września
- 2019: 8–9 października
- 2020: 27–28 września
- 2021: 15–16 września
- 2022: 4–5 października
- 2023: 24–25 września
- 2024: 11–12 października
- 2025: 1–2 października
- 2026: 20–21 września